# Aree naturali protette del Perù
Le aree naturali protette del Perù occupano oltre il 10% del territorio nazionale.

## Parchi nazionali
- Parco nazionale Cerros de Amotape
- Parco nazionale Cutervo
- Parco nazionale del Huascarán
- Parco nazionale di Manu
- Parco nazionale del Rio Abiseo
- Parco nazionale Tingo María

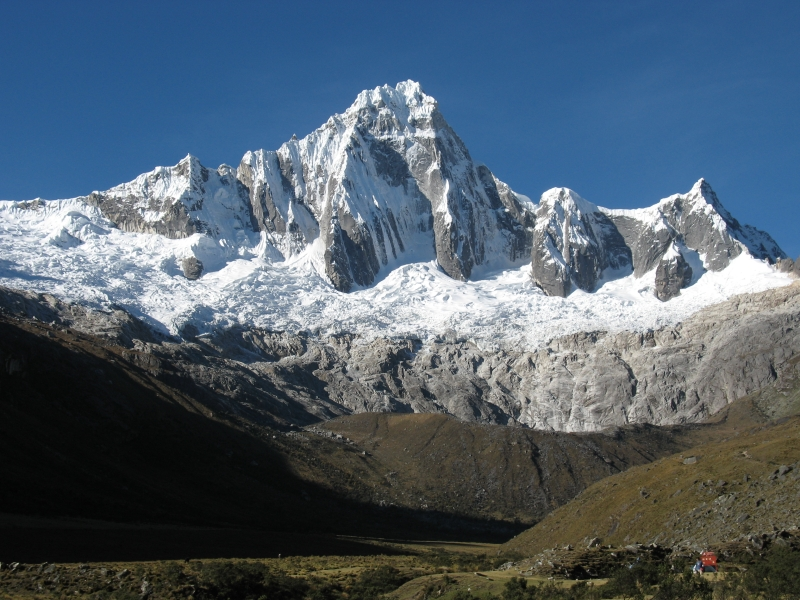
Parco nazionale del Huascarán

- Parco nazionale Yanachaga Chemillén
- Parco nazionale Bahuaja-Sonene
- Parco nazionale Cordillera Azul
- Parco nazionale Otishi

## Riserve nazionali
- Riserva nazionale Pampas Galeras-Bárbara D'Achille
- Riserva nazionale di Junín
- Riserva nazionale di Paracas
- Riserva nazionale Lomas de Lachay
- Riserva nazionale Titicaca
- Riserva nazionale Salinas y Aguada Blanca
- Riserva nazionale Calipuy
- Riserva nazionale Pacaya-Samiria
- Riserva nazionale Tambopata
- Riserva nazionale Allpahuayo Mishana

## Santuari nazionali
- Santuario nazionale Huayllay
- Santuario nazionale Calipuy
- Santuario nazionale Lagunas de Mejía
- Santuario nazionale Ampay
- Santuario nazionale Los Manglares de Tumbes
- Santuario nazionale Tabaconas-Namballe
- Santuario nazionale Megantoni

## Santuari storici
- Santuario storico di Chacamarca

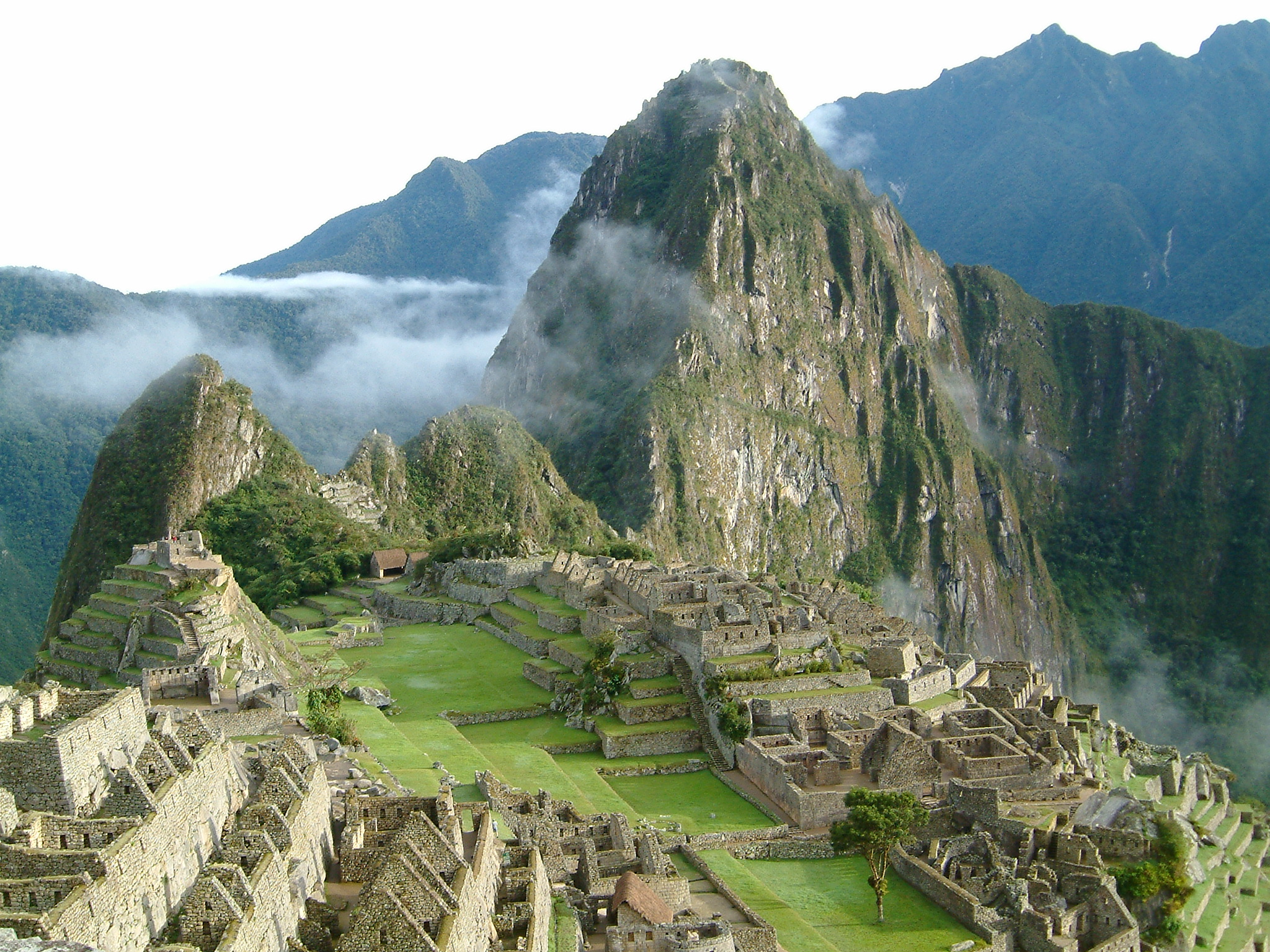
Il santuario storico di Machu Picchu

- Santuario storico di Pampa de Ayacucho
- Santuario storico di Machu Picchu
- Santuario storico di Bosque de Pomac

## Riserve paesaggistiche
- Riserva paesaggistica Nor Yauyos-Cochas

## Zone riservate
- Zona riservata Laquipampa
- Zona riservata Pantanos de Villa
- Zona riservata Tumbes
- Zona riservata Algarrobal El Moro
- Zona riservata Chancaybanos
- Zona riservata Aymara Lupaca
- Zona riservata Gueppi
- Zona riservata Rio Rimac
- Zona riservata Santiago-Comaina
- Zona riservata Alto Purus
- Zona riservata Cordillera de Colan
- Zona riservata Huayuash

## Foreste di protezione
- Foresta di protezione A.B. Canal Nuevo Imperial
- Foresta di protezione Puquio Santa Rosa
- Foresta di protezione Pui Pui
- Foresta di protezione San Matias-San Carlos
- Foresta di protezione Pagaibamba
- Foresta di protezione Alto Mayo

## Riserve comunali
- Riserva comunale Yanesha
- Riserva comunale El Sira
- Riserva comunale Amarakaeri
- Riserva comunale Ashaninka
- Riserva comunale Matsiguenga

## Riserve di caccia
- Riserva di caccia El Angolo
- Riserva di caccia Sunchubamba